# Пособие по безработице
Посо́бие по безрабо́тице — регулярная государственная социальная денежная выплата лицам, признанным по закону безработными, в установленном надлежащем порядке.
Решение о выплате пособия по безработице должно быть принято одновременно с принятием решения о признании гражданина безработным. Носит замещающий характер.

## Особенности регулирования в различных странах

### Россия
В России выплата пособия по безработице регулируется Федеральным законом "О занятости населения в Российской Федерации". Согласно данному закону, размер пособия устанавливается Правительством РФ.
В зависимости от районного коэффициента размер пособия может быть увеличен. Так, например, в Алтае установлен районный коэффициент 1,4. Соответственно в 2021 году размер минимального пособия в этом регионе будет составлять 2100 рублей. Максимальное пособие в первые три месяца будет составлять 16982 рубля, последующие три месяца — 7000 руб.
На 2023 год правительство РФ в Постановлении от 14 ноября 2022 года № 2046 «О размерах минимальной и максимальной величин пособия по безработице на 2023 год» установило следующие размеры пособия:
- минимальную величину пособия по безработице в размере 1500 рублей;
- максимальную величину пособия по безработице в размере 12792 рублей в первые три месяца, 5000 рублей в последующие три месяца[8].
- для лиц предпенсионного возраста минимальное пособие установлено в размере 1500 рублей и 12792 рублей соответственно[9].

На 2022 год правительство РФ в Постановлении от 15 ноября 2021 года № 1940 «О размерах минимальной и максимальной величин пособия по безработице на 2022 год» установило следующие размеры пособия:
- минимальную величину пособия по безработице в размере 1500 рублей;
- максимальную величину пособия по безработице в размере 12792 рублей в первые три месяца, 5000 рублей в последующие три месяца[8].
- для лиц предпенсионного возраста минимальное пособие установлено в размере 1500 рублей и 12792 рублей соответственно[9].

На 2021 год размер пособия по безработице остался на уровне 2020 года. Однако размер максимального пособия для граждан не предпенсионного возраста было разделено на два этапа. Так, в Постановлении от 31 декабря 2020 года № 2393 установило следующие размеры пособия:
- минимальную величину пособия по безработице в размере 1500 рублей;
- максимальную величину пособия по безработице в размере 12130 рублей в первые три месяца, 5000 рублей в последующие три месяца[8].
- для лиц предпенсионного возраста минимальное пособие установлено в размере 1500 рублей и 12130 рублей соответственно[9].

На 1 января 2020 года, размер пособия по безработице и сроки его выплат остался на уровне 2019 года. Однако вспыхнувшая эпидемия коронавируса определило в постановлении правительства от 27 марта 2020 года  № 346 следующие размеры пособия:
- минимальную величину пособия по безработице в размере 1500 рублей. При этом размер минимального пособия был увеличен до 4500 рублей на период с 1 мая 2020 г. по 31 августа 2020 г.[13];
- максимальную величину пособия по безработице в размере 12130 рублей[8].
- для лиц предпенсионного возраста пособие было установлено в размерах 1500 рублей и 12130 рублей соответственно[9].

На 2019 год размер пособия по безработице был увеличен по сравнению с предыдущим 2018 годом. Но срок его выплаты был сокращён в два раза (три месяца для минимального пособия, шесть месяцев для максимального). Для граждан предпенсионного возраста срок выплат максимального пособия составил двенадцать месяцев (в зависимости от страхового стажа срок выплат мог быть продлён). Правительство РФ в постановлении от 15 ноября 2018 года № 1375 установило следующие размеры пособия:
- минимальную величину пособия по безработице в размере 1500 рублей;
- максимальную величину пособия по безработице в размере 8000 рублей;
- для лиц предпенсионного возраста пособие установлено в размерах 1500 рублей и 11280 рублей соответственно[9].

На протяжении 2009—2018 годов размер пособия по безработице и сроки его выплат (шесть месяцев для минимального пособия, двенадцать месяцев для максимального) оставались без изменений. Правительство РФ ежегодно утверждало следующие размеры пособия:
- минимальную величину пособия по безработице в размере 850 рублей;
- максимальную величину пособия по безработице в размере 4900 рублей;

Цель суммы пособия по безработице не МР 2.3.1.-2432-08 «Нормы физиологических потребностей в энергии и пищевых веществах для различных групп населения Российской Федерации. Методические рекомендации» (утв. Роспотребнадзором 18.12.2008), а содействие в поиске подходящего юриста для оказания юридической помощи, в том числе субсидируемой.
Гражданам, уволенным по любым основаниям в течение 12 месяцев, предшествовавших началу безработицы, имевшим в этот период оплачиваемую работу не менее 26 недель на условиях полного рабочего дня (полной рабочей недели) или на условиях неполного рабочего дня (неполной рабочей недели) с пересчетом на 26 недель с полным рабочим днем (полной рабочей неделей), и признанным в установленном порядке безработными.
Пособие по безработице назначается и выплачивается гражданам со дня признания их безработными. Гражданам, уволенным из организаций в связи с их ликвидацией, сокращением численности или штата и признанным в установленном порядке безработными, но не трудоустроенным в период, в течение которого за ними по последнему месту работы сохраняется средняя заработная плата (с зачётом выходного пособия), пособие по безработице начисляется, начиная с первого дня по истечении указанного периода.
Каждый период выплаты пособия по безработице не может превышать 12 месяцев в суммарном исчислении в течение 18 месяцев, за исключением случаев, предусмотренных законодательством. Гражданам, не достигшим возраста 60 лет для мужчин и 55 лет для женщин и имеющих страховой стаж продолжительностью не менее 25 и 20 лет для мужчин и женщин соответственно, а также необходимый стаж на соответствующих видах работ, дающий им право на досрочное назначение трудовой пенсии по старости, предусмотренной статьями 27 и 28 Федерального закона «О трудовых пенсиях в Российской Федерации», продолжительность периода выплаты пособия по безработице увеличивается сверх установленных 12 месяцев на две календарные недели за каждый год работы, превышающий страховой стаж указанной продолжительности. При этом в страховой стаж включаются периоды работы и иной деятельности и засчитываются иные периоды, установленные в статьях 10 и 11 указанного Федерального закона. Общий период выплаты пособия по безработице не может превышать 24 календарных месяца в суммарном исчислении в течение 36 календарных месяцев.
Пособие по безработице гражданам, уволенным из организаций по любым основаниям, в том числе уволенным по собственному желанию выплачивается в случае:
- переезда на новое место жительства в другую местность;
- болезни, препятствующей продолжению работы или проживанию в данной местности;
- необходимости ухода за инвалидами I группы или больными членами семьи:
- нарушения работодателем коллективного или трудового договора;
- наступления чрезвычайных обстоятельств, препятствующих продолжению трудовых отношений (военные действия, катастрофы, стихийные бедствия, аварии, эпидемии и другие чрезвычайные обстоятельства);
- увольнения женщин, имеющих детей в возрасте до 14 лет.

Указанные причины увольнения по собственному желанию подтверждаются записями в трудовой книжке.
В течение 12 месяцев, предшествующих началу безработицы, имевшим в этот период оплачиваемую работу не менее 26 календарных недель на условиях полного рабочего дня (полной рабочей недели) или на условиях неполного рабочего дня (неполной рабочей недели) с пересчётом на 26 календарных недель с полным рабочим днём (полной рабочей недели), и признанным в установленном порядке безработными), начисляется:
- в первом (12-месячном) периоде выплаты в первые три месяца — в размере 75 % их среднемесячного заработка (денежного довольствия), исчисленного за последние три месяца по последнему месту работы (службы); в следующие четыре месяца — в размере 60 %; в дальнейшем — в размере 45 %. Но во всех случаях — не выше максимальной величины пособия по безработице и не ниже минимальной величины пособия по безработице, увеличенных на размер районного коэффициента;
- во втором (12-месячном) периоде выплаты в размере минимальной величины пособия по безработице, увеличенной на размер районного коэффициента.

Размеры минимальной и максимальной величин пособия по безработице ежегодно определяются Правительством Российской Федерации.
Пособие по безработице во всех иных случаях гражданам, признанным в установленном порядке безработными, в том числе:
- впервые ищущим работу (ранее не работавшим);
- стремящимся возобновить трудовую деятельность после длительного (более одного года) перерыва;
- уволенных за нарушение трудовой дисциплины и другие виновные действия, предусмотренные законодательством Российской Федерации;
- уволенным из организаций в течение 12 месяцев, предшествовавших началу безработицы, и имевшим в этот период оплачиваемую работу менее 26 календарных недель.

Направленным органами службы занятости на обучение и отчисленным за виновные действия, начисляется:
- в первом (6-месячном) периоде выплаты в размере минимальной величины пособия по безработице, увеличенной на размер районного коэффициента;
- во втором (6-месячном) периоде выплаты в размере минимальной величины пособия по безработице, увеличенной на размер районного коэффициента.

Пособие по безработице в соответствии со статьёй 217 НК РФ не подлежит налогообложению.

### Германия
В Германии пособие по безработице «Arbeitslosengeld-1» («ALG-1») составляет[когда?] примерно 60 % (для бессемейных) или 67 % (для имеющих) последнего заработка и платится от 6 до 24 месяцев. Специальных ограничений каким-либо органом власти минимального или максимального размера пособия не предусмотрено.
Право на ALG1 имеют лица, которые за последние 2 года проработали минимум 12 месяцев (с социальными отчислениями), а также выполнили условия Frühzeitige Arbeitsuchendmeldung: например, для срочных трудовых договоров они должны за 3 месяца до окончания договора персонально заявить об этом в Agentur für Arbeit.
Для гарантирования прожиточного минимума существует другой вид пособия — «ALG-2», введенный по реформе Hartz IV. Оно в отличие от ALG1 финансируется не из страховых выплат трудящихся, а из налогов и платится без ограничения по времени. Право на пособие имеют в том числе и самозанятые лица, получатели ALG-1 и работающие, если их доход меньше прожиточного минимума. Размер пособия рассчитывается исходя из множества факторов: кол-ва людей живущих в Bedarfgemeinschaft (сообщество потребности), их возраста, состояния здоровья (в том числе беременность), размера квартплаты и коммунальных услуг. Кроме этого оплачиваются взносы в больничную кассу. Получатель имеет право на единоразовые выплаты: оплата проезда на собеседования, расходы, связанные с рассылкой резюме, оплата переезда, связанного с получением работы, оплата ведения двойного хозяйства и т. п.
Одной из главных концепций реформы Hartz IV являлась система штрафов: за любое нарушение обязанностей, описанных в EGV, получатель может быть лишен пособия в размере 10 % — 100 % на срок 3 месяца.